# ریس گاسکل
ریس گاسکل (انگلیسی: Reece Gaskell؛ زادهٔ ۱۵ سپتامبر ۲۰۰۱ ) بازیکن فوتبال است.
از باشگاه‌هایی که در آن بازی کرده‌است می‌توان به باشگاه فوتبال اولدهام اتلتیک اشاره کرد.